# Hardcore Henry
Hardcore Henry (Russisch: Хардкор, Chardkor) is een Russisch-Amerikaanse film uit 2015, geschreven en geregisseerd door Ilya Naishuller. De film ging in première op 12 september op het 40ste Internationaal filmfestival van Toronto waar hij de Grolsch People's Choice Midnight Madness Award won.

## Verhaal
Henry ontwaakt uit een coma en herinnert zich niets meer van zijn verleden. Hij was blijkbaar zwaar verminkt en is heropgebouwd tot een soort cybernetische supersoldaat. Estelle, de vrouw die hem in een cyborg veranderd heeft, stelt zich voor als zijn echtgenote. Maar hij is nog maar pas wakker of hij wordt al beschoten door de warlord Akan en zijn bende. Wanneer zijn vrouw Estelle door Akan ontvoerd wordt, gaat hij op zoek naar haar in Moskou. Henry komt daarbij ook meer te weten over zijn ware identiteit.

## Rolverdeling
| Acteur           | Personage     |
| ---------------- | ------------- |
| Sharlto Copley   | Jimmy         |
| Danila Kozlovsky | Akan          |
| Haley Bennett    | Estelle       |
| Tim Roth         | Henry’s vader |

## Productie

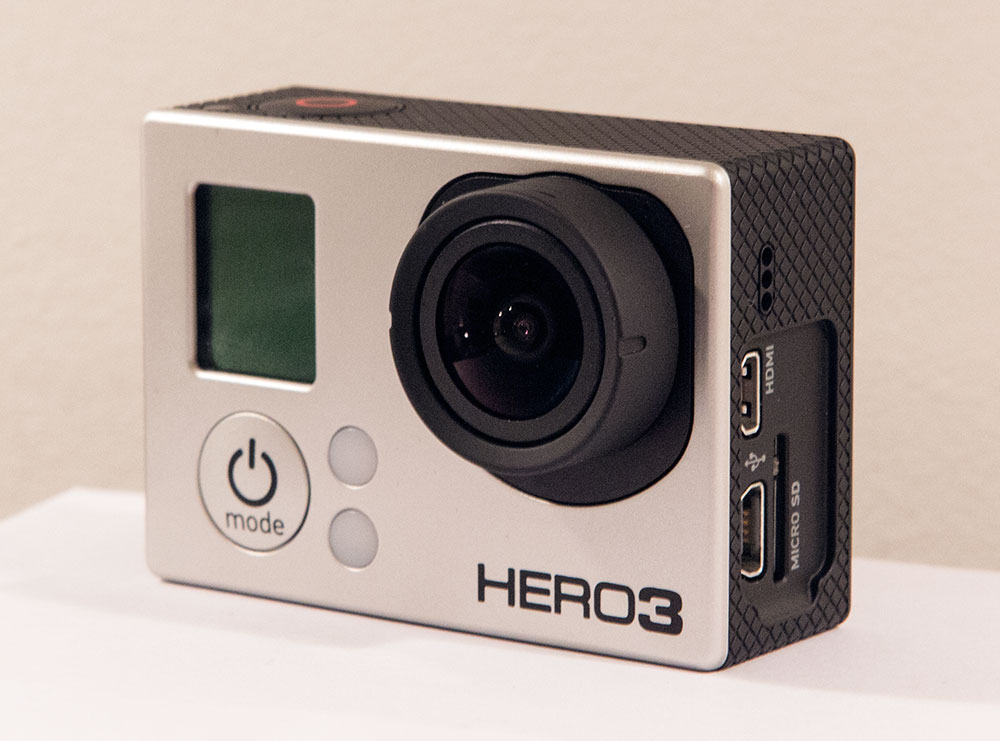
GoPro Hero 3

De film wordt vertoond als een first-person-actiefilm, waarbij alles enkel vanuit het standpunt van Henry gezien wordt. De film is bijna volledig gefilmd met een "GoPro Hero 3"-camera die aan de voorzijde van een tuigage gemonteerd werd en gedragen als een masker.